# Rudolf Adametz
Rudolf Adametz (* 26. März 1923 in Mährisch-Ostrau; † 19. August 1983 in Kirchseeon) war ein deutscher Politiker (SPD).

## Werdegang
Adametz besuchte Volksschule und die Deutsche Staatsrealschule in Mährisch-Ostrau. Er absolvierte eine Ausbildung zum Kaufmännischen Angestellten und leistete danach den verpflichtenden Arbeitsdienst ab. Von 1939 bis 1945 leistete er Kriegsdienst als Soldat und geriet gegen Ende des Krieges in amerikanische und französische Gefangenschaft, aus der er 1948 als Schwerkriegsbeschädigter entlassen wurde.
Er ließ sich in Oberbayern nieder und war zunächst als Metallarbeiter, später im kaufmännischen Beruf tätig. Zehn Jahre lang war er Geschäftsführer der SPD im Unterbezirk Rosenheim. Er war Vorsitzender der SPD-Kreistagsfraktion im Kreistag Ebersberg und Mitglied des Marktgemeinderats in Kirchseeon. Bei der Landtagswahl am 22. November 1970 zog er über die Liste im Wahlkreis Oberbayern in den Bayerischen Landtag ein. Am 20. März 1973 legte er sein Mandat nieder. Er gehörte im Landtag dem Ausschuss für Eingaben und Beschwerden und dem Ausschuss für Ernährung und Landwirtschaft an. Zudem war er stellvertretender Vorsitzender des Gefängnisbeirates der Justizvollzugsanstalt Bernau.

## Ehrungen
- 1978: Verdienstkreuz am Bande der Bundesrepublik Deutschland[1]